# Kaple svaté Anny v Radlické
Kaple svaté Anny na Smíchově v Praze je zaniklá barokní výklenková kaple, která stála na rohu ulic Radlická a K Vodojemu. Po jejím zboření byla poblíž postavena nová, drobná kaplička, která je součástí oplocení nárožního činžovního domu a Restaurace U svaté Anny.

## Historie
Výklenková kaple pocházela z roku 1734. Dala ji postavit Marie Johanna Voračická z Paběnic, převorka Konventu dominikánek u svaté Anny a svatého Vavřince na Starém Městě pražském, kterému v té době patřila nedaleká ves Radlice.
Nová kaplička jako památka na zbořenou byla postavena pravděpodobně ve 30. letech 20. století při přestavbě okolí. Je na ní umístěna kamenná deska, která odkazuje na starší stavbu.
Deska s chronogramem 1734 má latinský text:
```
Venir andavirgo Priorissa Maria Iohanna Woracziczriana a Pabienitz opvs posvit
```